# ناحیه داگلاس، شهرستان داکوتا، مینه سوتا
ناحیه داگلاس (به انگلیسی: Douglas Township) یک منطقهٔ مسکونی در ایالات متحده آمریکا است که در شهرستان داکوتا، مینه‌سوتا واقع شده‌است.
 ناحیه داگلاس ۸۷٫۸ کیلومتر مربع مساحت و ۷۶۰ نفر جمعیت دارد و ۲۸۸ متر بالاتر از سطح دریا واقع شده‌است.